# Armande Altaï
 (janvier 2011).
Si vous disposez d'ouvrages ou d'articles de référence ou si vous connaissez des sites web de qualité traitant du thème abordé ici, merci de compléter l'article en donnant les références utiles à sa vérifiabilité et en les liant à la section « Notes et références ».
Armande Altaï, née le 20 mai 1944 à Alep (Syrie), est une chanteuse, comédienne et professeure de chant française.
Après un passage aux Beaux-arts, elle entre au conservatoire à Marseille, où elle apprend à chanter. Plus tard elle devient professeure de chant. Elle enseigne notamment lors de la première émission de Star Academy, avant de devenir directrice de la huitième édition.
En 2002, elle crée « Les Classes d'Armande Altaï », une classe de chant qui comptera parmi ses élèves Nolwenn Leroy, future gagnante de la saison 2 de Star Academy. Chaque année, un spectacle est donné au Balajo de Paris.

## Biographie
Armande Kumpal Kabartay Altaï-Magini est née à Alep en Syrie le 20 mai 1944, au sein d'une famille de cinq enfants d'un père français, officier de l'armée française, et d'une mère turque musulmane qui lui transmet le goût de la musique, la jeune fille se mettant à chanter pour attirer son attention. Durant sa petite enfance, elle vit en Syrie, en Côte d'Ivoire et au Liban, puis sa famille s'installe à Marseille en conséquence du départ de son père en Indochine et de l'abus de sa sœur aînée par ce dernier. Sa mère se charge ensuite seule de leur famille.
À 16 ans, elle intègre l'École des Beaux-arts de Marseille pour exercer sa passion première, la peinture. Mariée à 19 ans, elle s'installe à Paris avec son mari et y entame une carrière de mannequin avant de commencer à chanter dans les restaurants. Elle donne naissance à sa fille  Virginie, qui est aujourd'hui son assistante personnelle puis retourne à Marseille où elle prend des cours de chant au Conservatoire d'art dramatique et lyrique, où elle obtient le premier prix. Elle tourne alors dans la région avec un groupe dans lequel elle tente d'imposer son style rock-lyrique.
De 1972 à 1977, elle joue le rôle de Marie-Madeleine dans la comédie musicale Godspell aux côtés de Dave, Daniel Auteuil, Bernard Callais et Michel Elias, au théâtre de la Porte-Saint-Martin, puis en tournée en province. Un 33 tours est issu du spectacle (Philips). Sa carrière de chanteuse est lancée.
En 1973 et 1974, elle joue le rôle de la reine de Pologne dans la pièce Ubu à Eglingen, à l’Opéra de Georges Wilson. Créée au festival d’Avignon, la pièce est reprise à Paris (T.E.P.), où Armande joue à nouveau aux côtés de Dave. En 1973, sort en outre son premier 45 tours, Si un jour, chez Mercury.
En 1975, elle apparaît dans le film Léopold le bien-aimé de Georges Wilson.
En 1976, elle joue dans Othello ou le Maure de Venise de William Shakespeare, créé à Avignon, dans la cour d'honneur.
En 1977 elle participe à Opération Rhino, une expérience free jazz mise en scène par Georges Wilson dans différents rôles, et participe à la composition de la partition. La même année, elle joue dans Le météore, de Friedrich Dürrenmatt, mis en scène par Gabriel Garran, au théâtre de la Commune.
Elle enchaîne ensuite plusieurs spectacles. Chicago, Crimes et Crash, mis en scène par Jean-Pierre Dougnac au T.E.P. ; Da Capo, également mis en scène par Dougnac, créé à Avignon sur une musique de François-Bernard Mache ; et un hommage à Cocteau, Miroir, mon beau miroir de Bernard Callais.
En 1978, elle participe à l'opéra contemporain L’homme occis, de Claude Prey. Vient ensuite la création de l’opéra contemporain Les trois langages, toujours de Claude Prey.
En 1979  sort son premier album, Atavisme, dont la musique est intégralement composée et arrangée par Joël Dugrenot (ex Zao et Clearlight), et passe à l'émission Le Grand échiquier. En 1980, afin de roder cet album, elle donne de nombreux concerts, notamment à la Fête de l’Humanité, au Printemps de Bourges et au Forum des Halles, mais l'album obtiendra seulement un succès d'estime pour l'époque (30 000 exemplaires vendus le mois de sa sortie).
En 1981 sort son deuxième album, Informulé (Mercury), avec le claviériste Andy Clark (Ashes to Ashes) et le guitariste Henry Padovani (The Police, Electric Chairs). Malgré un potentiel commercial faible, l'album sera porté par le petit succès du single Schizophrenia, qu'elle interprétera plusieurs fois à la télévision. Elle donne un concert au festival de jazz d’Antibes. Puis c'est la création du spectacle Desmôdus Minor au festival de jazz d’Angoulême, avec le Pandemonium (Daniel Humair, Henri Texier, François Couturier, François Jeanneau, Jean-Louis Chautemps…)
En 1982, elle tourne avec Jacques Higelin (Jacques, Joseph, Victor Dort) au Cirque d'Hiver et en province). Le 45 tours Informulé est repris en duo avec Higelin.
En 1983 sort Nocturne flamboyant, son 3e album (Mercury), produit par Martin Hannett (Joy Division, New Order, Orchestre rouge), avec les musiciens de Howard Devoto, Magazine, Visage. En 1984, elle donne un concert (Cabarock) à la Comédie de Paris.
En 1985, elle tient un rôle dans Folie suisse de Christine Lipinska et en compose la B.O. William Sheller l'engage pour  L’empire de Toholl, opéra resté à l’état de projet.
En 1986, elle participe au titre Caribbean Sea d'Étienne Daho. En 1987 et 1988, elle joue aux Bains Douches, au Palace ou encore aux Folies Pigalle.
En 1991 et 1992, elle tient le rôle-titre de Phèdre (Racine) au théâtre Dix-Huit puis en tournée. En 1993, elle participe au spectacle hommage à Édith Piaf au festival de Marne.
En 1999, elle joue dans La Fidélité d'Andrzej Żuławski.
De 2001 à 2003, elle est professeure de chant durant les trois premières saisons de l'émission télévisée Star Academy diffusée sur TF1. Cette participation la fait connaître du grand public : son look, son univers et ses techniques de chant atypiques ne laissent personne indifférent. Elle publie pendant cette période Remembo (2001), compilation de ses deux derniers albums, ainsi qu'un DVD de cours de chant. En novembre 2003, elle publie son autobiographie Cette musique qui me vient de loin ; elle annonce ensuite qu'elle ne participera pas à la prochaine saison de la Star Academy.
Fin 2006 sort Héroïnes Fantaisie, son 4e album (O+ / Harmonia Mundi) sur les plateformes de téléchargement (l'édition en disque sortira fin mai 2007. Plus sage que ses précédents albums, il mélange nouvelles chansons et reprises (Cold Song, Cara Sposa, O Fortuna...), ainsi qu'une nouvelle version de sa chanson Kaçsam, sortie en 1979.
Le 23 avril 2008, elle donne un concert au New Morning à Paris. La même année elle revient au sein de Star Academy 8 en tant que directrice. Pour les 20 ans de l'émission, elle dira regretter que ce programme ne soit pas devenu « une institution où les gens viendraient passer un diplôme, [...] comme la Royal Shakespeare Company à Londres ».
Le 8 novembre 2010, elle donne un concert à l'Alhambra, à Paris. En 2011, elle apparaît aux côtés de Dave dans le clip Coming out du groupe Les Fatals picards.
En 2015, Armande Altaï annonce dans l'émission Salut les Terriens la sortie du single Blueberry Pie, ainsi qu'un nouvel album. En 2018, elle annonce la publication prochaine de ses mémoires, Fil de vie, fille de Syrie, sous la forme d'un dialogue avec Dave.
En 2023, elle est l'objet d'un documentaire, Un portrait d'Armande Altaï.

## Discographie
- 1979 : Atavisme
- 1981 : Informulé
- 1983 : Nocturne flamboyant
- 2001 : Remembo (réédition en un CD des deux albums Mercury, les chansons sont dans un ordre différent.)
- 2006 : Héroïnes fantaisie

## Théâtre
- 1974 : Ubu à l'Opéra d'après Alfred Jarry, mise en scène Georges Wilson, Festival d'Avignon, Théâtre de l'Est parisien
- 1975 : Othello ou le Maure de Venise de William Shakespeare, mise en scène Georges Wilson, Festival d'Avignon
- 1976 : Da Capo de François-Bernard Mache, mise en scène Jean-Pierre Dougnac, Festival d'Avignon
- 1976 : Chicago Crime & Crash de Walter Weideli, mise en scène Alain Françon et Jean-Pierre Dougnac, Théâtre de l'Est parisien
- 1977 : Le Météore de Friedrich Dürrenmatt, mise en scène Gabriel Garran, Théâtre de la Commune